# グレイトギフト
『グレイトギフト』は、2024年1月18日から3月14日まで、テレビ朝日系「木曜ドラマ」枠にて放送されたテレビドラマ。主演は反町隆史。
完全犯罪を可能にする謎の殺人球菌「ギフト」を発見した病理医が、病院内や医療界での権力争い、謎の連続殺人に巻き込まれるサバイバル医療ミステリー。

## あらすじ
本作の舞台は、大学病院。
ある患者の不審死をきっかけに、うだつの上がらない病理医・藤巻達臣（反町）が発見した未知の殺人球菌「ギフト」。この球菌が体内に侵入すると、まもなく患者は死亡。その後、球菌は完全消滅し、死因は急性心不全としか診断できなくなる。
それはまさに、完全犯罪の殺人を可能にする世にも恐ろしい球菌だった。
この新発見によって、藤巻の人生はみるみる激変。院内の熾烈な権力争いに「ギフト」を利用する強欲な医師たち、「ギフト」を金に換えようとする権力者たち、「ギフト」による謎の連続殺人を追う警察組織、そして、重い病に倒れた最愛の妻。
藤巻は瞬く間に殺人球菌をめぐる陰謀の渦に飲み込まれ、やがては引き返せなくなっていく。

## キャスト

### 主要人物
藤巻達臣（ふじまき たつおみ）〈50〉
演 - 反町隆史
明鏡医大病院 病理部の病理医。うだつが上がらず同僚たちから軽視され、優柔不断で妻や娘との関係も拗らせている。
院内で謎の不審死をもたらす殺人球菌「ギフト」を発見し、病院内や医療界での権力争い、謎の連続殺人に巻き込まれる。
久留米穂希（くるめ ほまれ）〈31〉
演 - 波瑠
病理部での藤巻の部下。敏腕検査技師。合理的すぎて、他者と言動がズレているところがある。
藤巻が一連の不審死を招いたギフトを秘密裏に培養していると確信すると、特効薬の開発のため培養の協力を申し出る。
幼いころ病で亡くなった母のような人を救おうと医師を志すが、父も病に倒れたことで断念、専門学校で検査技師の資格を取ろうと勉学に励み父を看病するが闘病の末、父も亡くしている。

### 明鏡医科大学付属病院

#### 病理部
奈良茉莉（なら まり）〈26〉
演 - 小野花梨
検査技師。久留米の後輩。不倫などのゴシップ好きで、藤巻と久留米の二人を結び付けようと余計な世話を焼く。
伊集院薫（いじゅういん かおる）〈33〉
演 - 盛山晋太郎（見取り図）
病理医。奈良に好意を寄せており、機会を見つけてはアプローチしている。
奥野の死がギフトによる謀殺と見抜き白鳥から1億円を恐喝しようとするが、持参した中国茶入りの水筒にギフトを混入され謀殺される。
関根美登里
演 - 周本絵梨香
事務員。

#### 心臓外科
白鳥稔（しらとり みのる）〈56〉
演 - 佐々木蔵之介
教授。麻帆と琴葉の主治医。凄腕のオペスキルを持つ名医。
奥野をギフトで謀殺し新理事長に就任し、闇深き医療界のトップに立ち医療界を浄化する理念を掲げる。
郡司博光（ぐんじ ひろみつ）〈49〉
演 - 津田健次郎
医師。藤巻の同期。白鳥を師事し、ギフトを使い医療界を浄化する彼の理念を知ると共謀し謀殺に加担する。
藤巻の忠誠心を調べるため白鳥を裏切る狂言を働いた結果、不倫相手の鶴下を失う。

#### その他
鶴下綾香（つるした あやか）〈37〉　
演 - 片山萌美
看護師長。郡司と不倫関係。郡司との関係から院内でのギフトによる不審死に白鳥が暗躍していると察知する。
そのため、「あなたは知り過ぎた」と白鳥からギフトを注射され絶命する。
本坊巧（ほんぼう たくみ）〈53〉
演 - 筒井道隆
事務長。病院の経理を担う。アルカナムのオーナー杏梨に好意を抱く。
盗聴器で知ったギフトを売り捌きブローカー「闇の皇帝」となり、強い男に惹かれる杏梨を振り向かせると意気込む。
奥野信二（おくの しんじ）〈58〉
演 - 坂東彌十郎
理事長。政財界にも繋がりがあり強い影響力を持つが、教授会の場で白鳥にギフトで謀殺される。
後藤恵梨香
演 - 大藤由佳
看護師。

### アルカナム
会員制の高級ラウンジ。
安曇杏梨（あずみ あんり）〈39〉
演 - 倉科カナ
オーナー。「強い人が好き」と言って憚らない、のし上がる男性を渡り歩くミステリアスな女性。
元総理の愛宕の愛人となり遺言状を作成させ遺産を全額相続したことから、ギフトを使用したと藤巻に疑われる。
立花佑真（たちばな ゆうま）〈25〉
演 - 市川知宏
ボーイ。アルカナムのVIPルームで郡司によりギフトで殺害された君島と彼の部下の遺体を、顔色一つ変えず平然と隠ぺい処理する。
キャスト
演 - 田代琴美、安陪恭加、いずみかわみほ

### 警視庁
神林育人（かんばやし いくと）〈41〉
演 - 尾上松也
警部補。警務部厚生課 職員相談支援センター所属。元捜査一課の刑事。一人娘を持つシングルファザー。
刑事の勘から奥野の急死が白鳥による殺人と見抜き、藤巻との友情を通じて白鳥に娘の手術を託す苦悩を吐露する。
しかし娘の命を守るため、闇に身を投じ白鳥の逮捕を阻止する協力者となり藤巻と対峙する。
月足修平（つきあし しゅうへい）〈28〉
演 - 濱正悟
巡査部長。捜査一課の刑事。神林の後輩。
刑事としての鋭い勘を持つ神林を「バヤシさん」と呼び慕い、彼の指示で不審死事件を内偵捜査する。

### 藤巻の関係者
藤巻麻帆（ふじまき まほ）〈44〉
演 - 明日海りお
達臣の妻。明鏡医大病院の元看護師。心臓に重篤な疾患「拡張型心筋症」を抱える。
白鳥の心筋細胞シート移植手術で命を救われるが、ギフトによる謀殺を示唆され、藤巻にギフトを培養させる人質として利用される。
心臓手術で得た新しい人生を自分の思うままに生きようと決意し、夫婦関係が冷め切った藤巻に離婚を切り出す。
藤巻あかり（ふじまき あかり）〈19〉
演 - 藤野涼子
達臣と麻帆の娘。東都薬科大学に通う1年生。家庭への関心が薄い藤巻に愛想をつかしており、不仲。
母から藤巻との離婚を相談されるも、母に思うように生きてほしいと反対しなかった。

### 神林の関係者
神林琴葉（かんばやし ことは）〈13〉
演 - 中島瑠菜
神林の娘。心臓に重篤な疾患「ファロー四徴症」を抱えている。
症状が悪化しICUに移ったため、娘の命を守ろうとする神林を白鳥の逮捕を阻止する協力者に闇落ちさせてしまう。

### ゲスト

#### 第1話
愛宕克己（あたご かつみ）〈78〉
演 - 山田明郷（第4話・最終話）
元総理大臣。杏梨を愛人として囲っていたが、明鏡医大病院で検査入院中に何者かにギフトで殺害される。
臨床医
演 - 舟津大地
愛宕の病理解剖に立ち会った若い臨床医。
愛宕の遺族
演 - 一柳みる（妻）、前野恵、竹林文雄
病理検査室に乗り込んできた愛宕の妻と二人の子供。
店員
演 - 小澤翔太
病理部のメンバーが訪れたもつ鍋店の店員。
秘書
演 - 宮田祐奈（第2話 - 第5話）
奥野理事長の秘書。奥野の死去後は白鳥新理事長の秘書となる。
秘書
演 - 紺野ふくた
峰岸厚労大臣の秘書。3千万円と引き換えに本坊にパーティ券を渡す。
安田勝
演 - 小高三良（第8話・最終話）
心房中隔欠損症で入院中、急性心不全で死亡した入院患者。久留米が通う居酒屋「酒処 安べえ」の店主であった。
毎朝病室に久留米がコーヒーを届けに来てくれた。
前田
演 - 富田玲奈（第3話 - 第6話・最終話）
看護師。心肺停止した安田に郡司の指示でアドレナリンを投与する。
安田の家族
演 - 松山尚子（妻）、阿南敦子（安田梢）（第2話・第4話・第6話）、柿沼慶典（第2話 - 第6話）
綾香の案内で霊安室に現れた安田の家族。一家で居酒屋「酒処 安べえ」を経営している。
教授
演 - 林和義（第2話・第4話）
教授会で奥野理事長が急死する場面に居合わせる。
秘書
演 - 黒藤結軌（最終話）
愛宕の秘書。

#### 第2話
剣持学
演 - 津村知与支
東京都中央監察医務院・監察医。奥野前理事長の行政解剖を担当。右頸部の黒い嚢胞には気付くものの、事件性なしと判断する。
警備員
演 - 葉山昴
明鏡医大病院 管理室の警備員。11月1日夜の特別個室フロアの防犯カメラの映像データは、奥野前理事長の指示で全て消去したと藤巻に答える。

#### 第3話
大泉篤
演 - 西岡德馬
聖橋大学病院理事長。医学系大学連合会議の副議長。政界に根回しをして医療界に税金が流れるよう仕向けたり、院内でパワハラや暴力行為を繰り返すなど「医療界のがん」というべき男。
白鳥とのゴルフ後の接待で、白鳥と共謀する郡司から手渡されたギフトが混入する白ワインを飲まされ謀殺される。
麻酔科医
演 - 小川智弘
麻帆への心筋細胞シート移植手術を担当した医療チームの一員。

#### 第4話
君島学
演 - 高橋光臣（第5話）
ミラージュコンサルティングの経営コンサルタント。本坊が盗んだギフトを1本5百万円で購入し、政財界の3人を死に至らしめる。足のつかない殺人手段ギフトを今後のビジネスチャンスと考えていたが、郡司が杏梨と共謀してウィスキーに仕込んだ水溶性カプセルから溶け出したギフトによって殺害される。
部下
演 - 一條恭輔（第5話）
君島の部下。君島ともども、郡司にギフトによって殺害される。

#### 第6話
政宗明日香
演 - 彩羽（第7話・最終話）
麻帆の退院を見送る看護師。
貴島、真壁
演 - 荒川浩平、川井つと
月足の上司にあたる警視庁捜査一課の主任と係長。

#### 第7話
郡司佳澄
演 - 西原亜希（第8話・最終話）
博光の妻。教授の妻たちが集まる婦人会「明鏡女性会」をまとめ、夫が鶴下や麻帆と不倫していたことを承知の上で、博光を次の理事長に押し上げようと動き出す。
稲場堅三郎
演 - 川野太郎（第8話・最終話）
国立生命理工学研究所・元所長。最先端医療の研究のため、10年前に当時の総理大臣だった愛宕の肝煎りで創立された生命研の所長だったが、後ろ盾の愛宕の死と共に失脚し引退。研究所で発見された新種の球菌「Oct.7（オクトセブン）」を外部へ持ち出した人物にも心当たりがあるようだったが、それを明かす前に殺害される。
北本秀介
演 - 柏原収史（第8話・最終話）
明鏡医大病院 臨床検査部の細胞培養士。2年前まで生命研で働いており、「オクトセブン」についても知っていた。
神林に3年前の生命研の職員名簿を渡し、後に藤巻からも名簿を求められ後輩から入手した2年前の職員名簿を閲覧させる。

#### 最終話
麻酔科医
演 - 秋吉孝勇
神林琴葉の手術の麻酔科医。

## スタッフ
- 脚本 - 黒岩勉[2]
- 音楽 - 得田真裕[2]
- 主題歌 - JUJU「一線」（ソニー・ミュージックレーベルズ）[36]
- 挿入歌 - WurtS「SF東京」（EMI Records / W’s Project）[37]
- 病理監修 - 岡村浩一（東京逓信病院）
- 培養監修 - 大橋隆治（日本医科大学）
- 医療監修 - 新村核
- 心臓外科監修 - 秋田雅史
- 培養指導 - 河本陽子（日本医科大学）、北村妙子（日本医科大学）
- 医療指導 - 根本千草
- 看護指導 - 植野永子
- 演出 - 本橋圭太、星野和成[2]
- ゼネラルプロデューサー - 横地郁英（テレビ朝日）[2]
- プロデューサー - 髙野渉（テレビ朝日）、菊池誠（アズバーズ）、岡美鶴（アズバーズ）[2]
- 制作協力 - アズバーズ[2]
- 制作著作 - テレビ朝日[2]

## 放送日程
| 話数                                                                        | 放送日  | サブタイトル                   | 演出     | 視聴率 |
| --------------------------------------------------------------------------- | ------- | ------------------------------ | -------- | ------ |
| Episode 1                                                                   | 1月18日 | サバイバル医療ミステリー開幕!! | 本橋圭太 | 9.8%   |
| Episode 2                                                                   | 1月25日 | 犯人現る!!新たなる病院の犠牲者 | 本橋圭太 | 7.6%   |
| Episode 3                                                                   | 2月01日 | 妻の命を救え!!軽井沢ゴルフ殺人 | 星野和成 | 6.9%   |
| Episode 4                                                                   | 2月08日 | 黒幕判明!病院コンビが猛反撃!!  | 星野和成 | 6.8%   |
| Episode 5                                                                   | 2月15日 | 嫉妬と復讐!女の闘いが招く殺人  | 本橋圭太 | 6.8%   |
| Episode 6                                                                   | 2月22日 | 真犯人登場!変人病理医の逆襲    | 本橋圭太 | 6.0%   |
| Episode 7                                                                   | 2月29日 | 意外な真犯人!!病院殺人の真相   | 星野和成 | 6.8%   |
| Episode 8                                                                   | 3月07日 | 久留米を救え!真犯人は別にいる  | 星野和成 | 7.2%   |
| Episode 9                                                                   | 3月14日 | 真犯人判明!全ての真相          | 本橋圭太 | 8.9％  |
| 平均視聴率 7.4%（視聴率はビデオリサーチ調べ、関東地区・世帯・リアルタイム） |         |                                |          |        |

- 初回は21時 - 22時の6分拡大放送[9]。